# 首都机场集团
首都机场集团有限公司，隶属于中国民用航空局，是一家以机场业为核心的跨地域、多元化的大型国有企业集团。
目前，公司旗下拥有北京、天津、江西、吉林、内蒙古、黑龙江、河北等省（直辖市、自治区）所辖干支机场40多个。

## 历史
1988年7月1日，原民航北京管理局候机楼管理处、修建处、物资设备处、油料处、抢救中心、生活服务处等部门组建为主管首都机场的国有企业北京首都国际机场:393。1999年7月，该企业经国务院批准改组成立北京首都机场集团公司。
2002年12月28日，以原北京首都机场集团公司为基础，联合北京首都国际机场股份有限公司、天津滨海国际机场、中国民航机场建设总公司、金飞民航经济发展有限公司、中国民航工程咨询公司成立首都机场集团公司。
2015年2月28日，湖北机场集团公司与首都机场集团公司解除联合重组。
2021年7月27日，首都机场集团有限公司（改制）成立大会召开，标志着中国国内规模最大的机场管理集团完成公司制改制

## 成员
首都机场集团公司现拥有北京首都国际机场、北京大兴国际机场、天津滨海国际机场、内蒙古民航机场有限公司（呼和浩特白塔国际机场、包头机场、锡林浩特机场、赤峰机场、通辽机场、乌兰浩特机场、乌海机场、呼伦贝尔海拉尔机场）、吉林民航机场有限公司（长春龙嘉国际机场、延吉机场、长白山机场）、黑龙江机场管理集团有限公司（哈尔滨太平国际机场、牡丹江海浪國際机场、齐齐哈尔机场、黑河机场、佳木斯机场）、河北机场管理集团有限公司（石家庄正定国际机场、秦皇岛机场）、江西省机场集团公司（南昌昌北国际机场、九江庐山机场、吉安井冈山机场、景德镇罗家机场、赣州机场、宜春明月山机场）等机场，并参股沈阳、大连机场。管理资产规模1900多亿元，员工约48000多人。
首都机场集团公司拥有全资和控股的成员企业（含直属单位）33家，有实际控制力的三、四级企业130余家。形成了机场管理、服务保障、机场建设、临空地产、航空物流、金融证券、酒店管理、财务投资等8个板块协同发展的业务布局。
首都机场集团在首都机场和大兴机场均设有与新加坡新翔集团合资的服务保障公司，包括以首都机场为基地的北京空港航空地面服务有限公司（BGS）、北京空港配餐有限公司（BAIK）和以大兴机场为基地的北京首新航空地面服务有限公司（BCS）、北京大兴国际机场航空食品有限公司（DAIC）。

## 相关事件
2009年2月10日，首都机场集团公司原总经理、董事长李培英因犯受贿罪、贪污罪两罪并罚判处死刑。

## 相关链接
- 广东机场集团
- 西部机场集团
- 东部机场集团
- 海航机场集团
- 上海机场集团
- 甘肃机场集团
- 云南机场集团